# Амхърст (окръг, Вирджиния)
Вижте пояснителната страница за други значения на Амхърст.
Окръг Амхърст (на английски: Amherst County) е окръг в щата Вирджиния, Съединени американски щати. Площта му е 1241 km², а населението - 31 894 души (2000). Административен център е град Амхърст.